# پرتو مهتدی
پرتو مهتدی (۱۳۹۲–۱۳۳۰) منتقد فیلم، مترجم و روزنامه‌نگار ایرانی بود.

## زندگی‌نامه
وی شهریور ۱۳۳۰ در تهران به دنیا آمد. مهتدی پیش از انقلاب در رشته سینما-تدوین تحصیل کرد و در مقطعی کارمند تلویزیون بود.

## فعالیت‌ها
مهتدی فارغ‌التحصیل رشته سینما بود و در دهه‌های ۱۳۶۰ و ۱۳۷۰ در کنار نویسندگی و ترجمه، به عنوان منشی صحنه و دستیار کارگردان در چند فیلم ایرانی همکاری داشت. مهتدی که از زبان‌های انگلیسی و فرانسوی ترجمه می‌کرد، علاوه بر برگرداندن چندین کتاب داستانی و سینمایی به زبان فارسی، در بخش سینمای جهان با مجله‌ فیلم و دنیای تصویر همکاری می‌کرد. او مدتی نیز دبیر سرویس جهان هفته‌نامه سینما بود. مهتدی همچنین سال‌ها با بخش بین‌الملل جشنواره فیلم فجر همکاری کرد. تعدادی از آثار پرفروش دانیل استیل از جمله چشم به راه، عشق دوباره و غریبه در ایران توسط پرتو مهتدی به فارسی ترجمه شده‌است. وی همچنین در سال‌های دهه ۱۳۶۰ و در اوایل دهه ۱۳۷۰ به عنوان منشی صحنه یا دستیار کارگردان در پروژه‌های سینمایی جدال، خانه ابری، صعود، گلنار، زیر بام‌های شهر، دستمزد، سیرک بزرگ، بچه‌های طلاق و مدرسه پیرمردها حضور داشت. پرتو مهتدی در چند سال گذشته چندان فعال نبود و بیشتر در ویرایش متون به شاگردانش کمک می‌کرد.

## قدردانی
قرار بود در هفتمین جشن انجمن منتقدان سینمای ایران، از سال‌های فعالیت پرتو مهتدی با حضور او تقدیر شود که به دلیل بیماری نتوانست به این مراسم بیاید اما بزرگداشت او برگزار شد. در این مراسم، طهماسب صلح‌جو، رئیس انجمن منتقدان سینمای ایران دربارهٔ او گفت: 
«همین پرتو مهتدی با عشق سینما زندگی کرد، اما از سینما هیچ‌چیز عایدش نشد و امثال آن کم نیستند.»

## بیماری و درگذشت
پرتو مهتدی به دلیل سرطان کبد در بیمارستان تهران کلینیک بستری بود. اما ۱ بهمن به تشخیص پزشکان از بیمارستان مرخص شد و به آسایشگاه سالمندان فرزانگان در شهرک غرب انتقال پیدا کرد. وی سرانجام در دوشنبه شب، ۷ بهمن ۱۳۹۲ در در بیمارستان تهران کلینیک درگذشت و پیکرش روز چهارشنبه، ۹ بهمن در بهشت زهرا به خاک سپرده شد.